# Llista de peixos del Paraguai

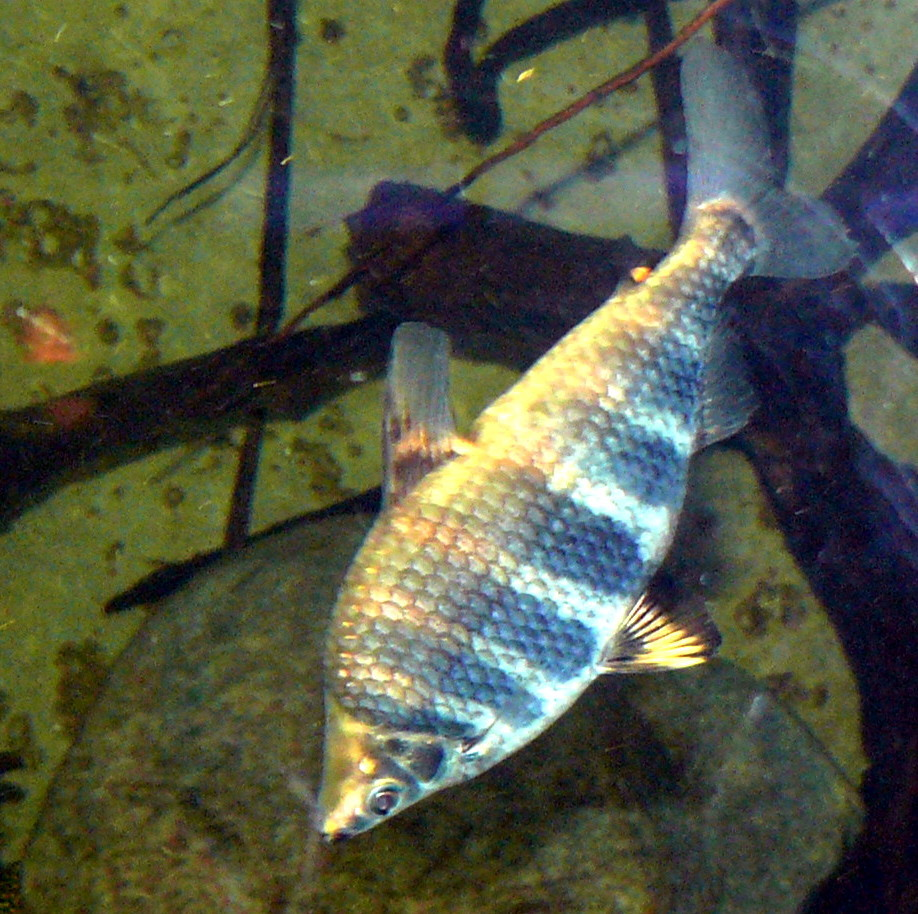
Abramites hypselonotus

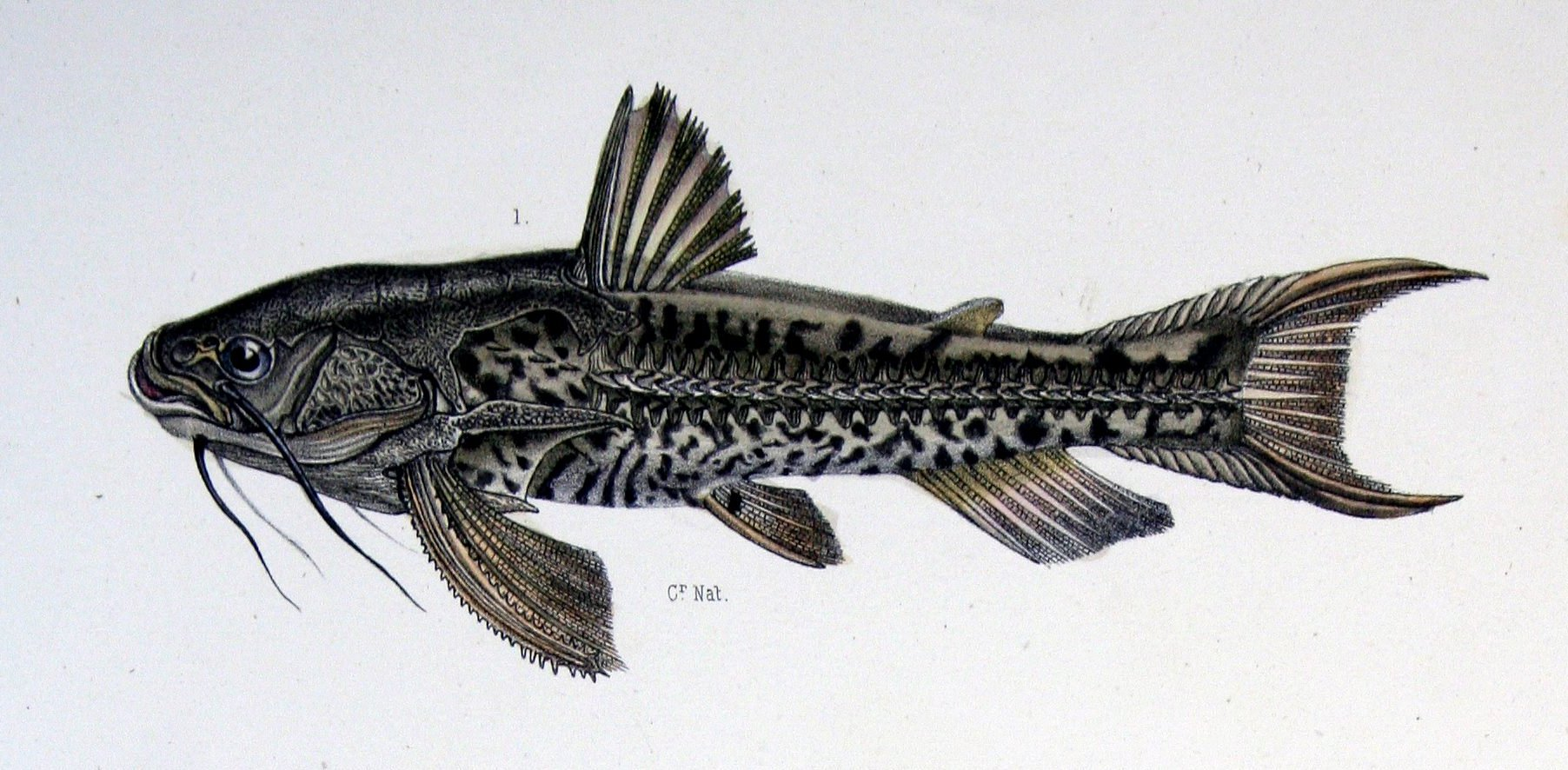
Anadoras weddellii

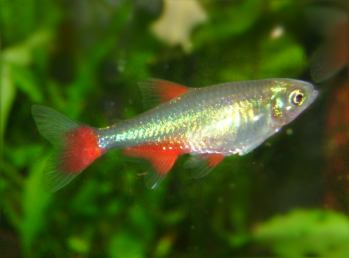
Aphyocharax anisitsi

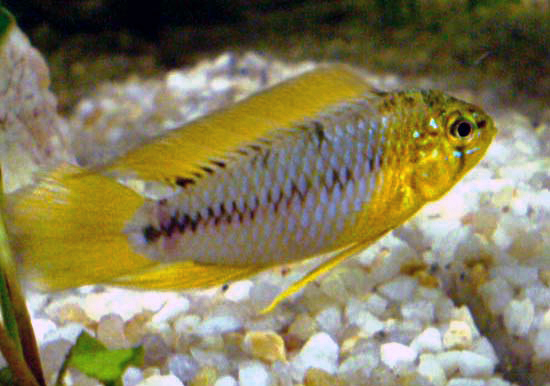
Apistogramma borellii

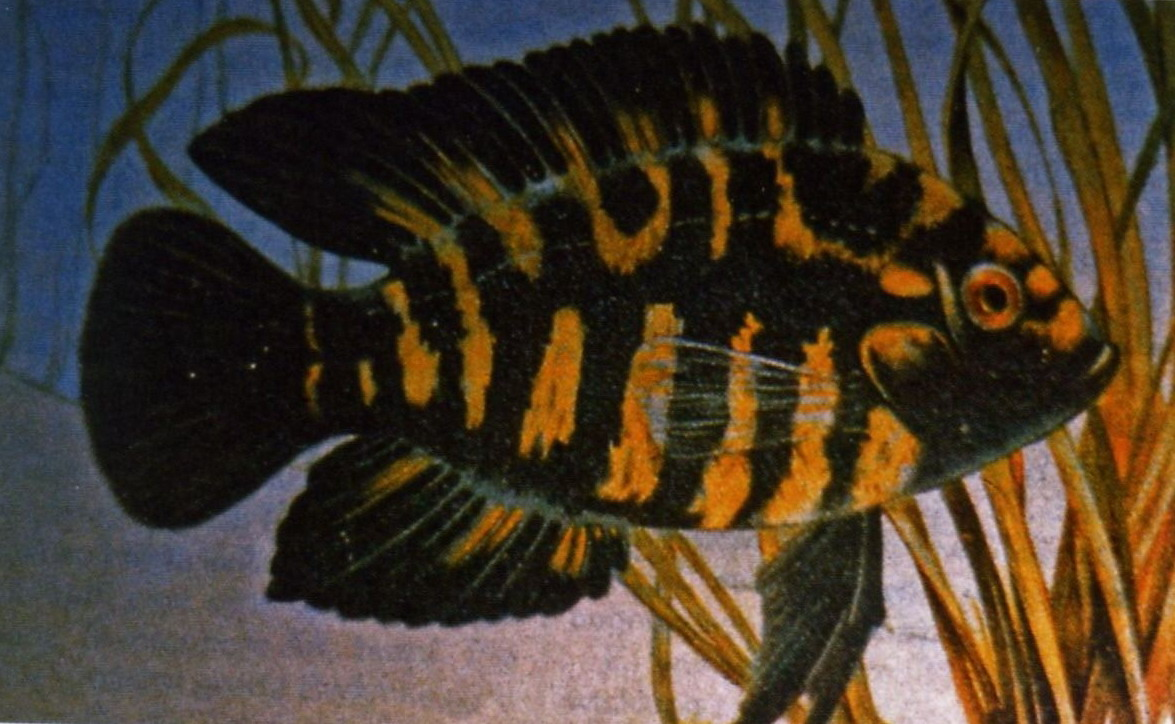
Australoheros facetus

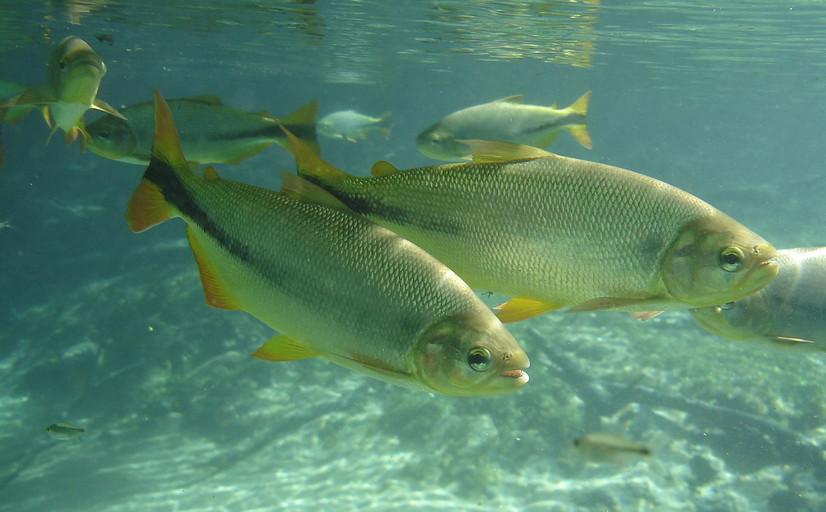
Brycon hilarii

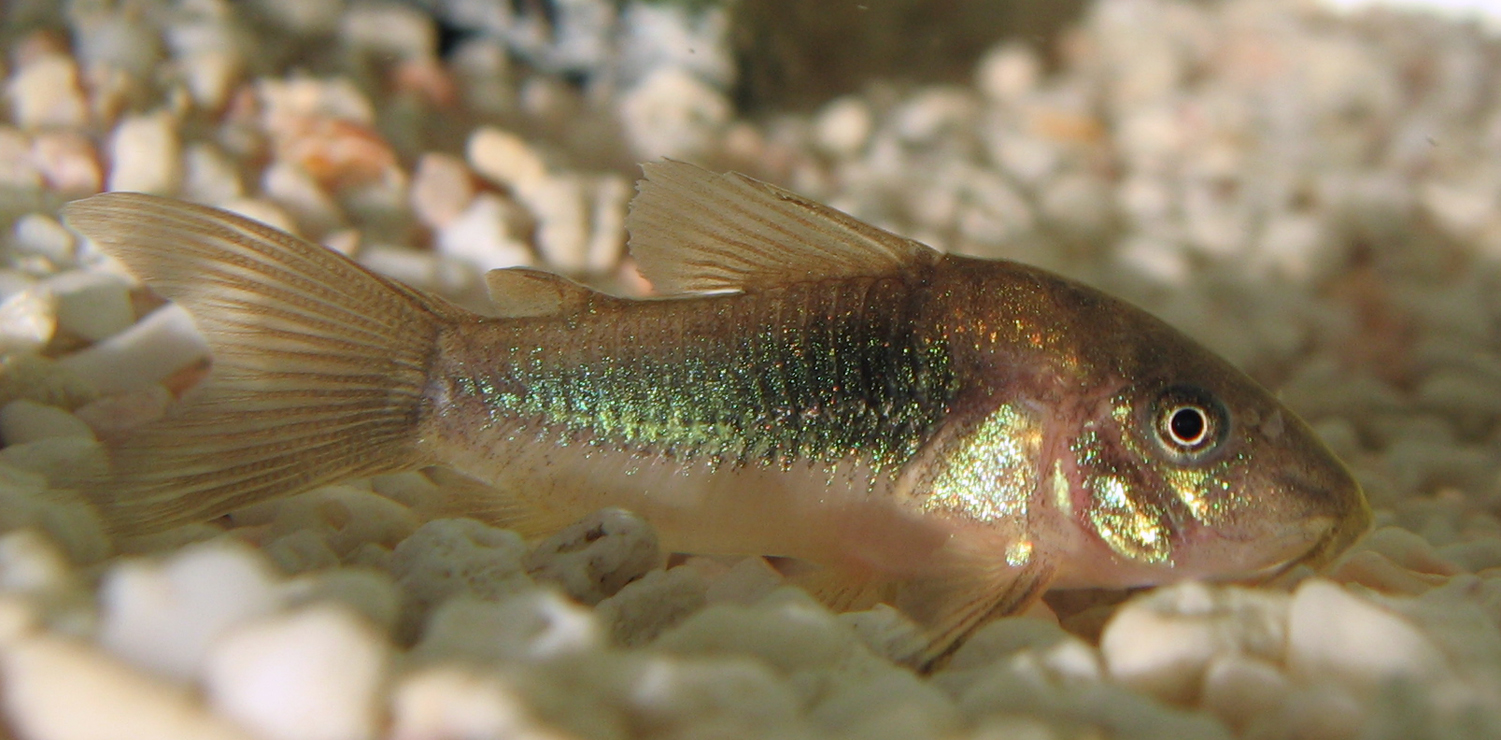
Corydoras aeneus

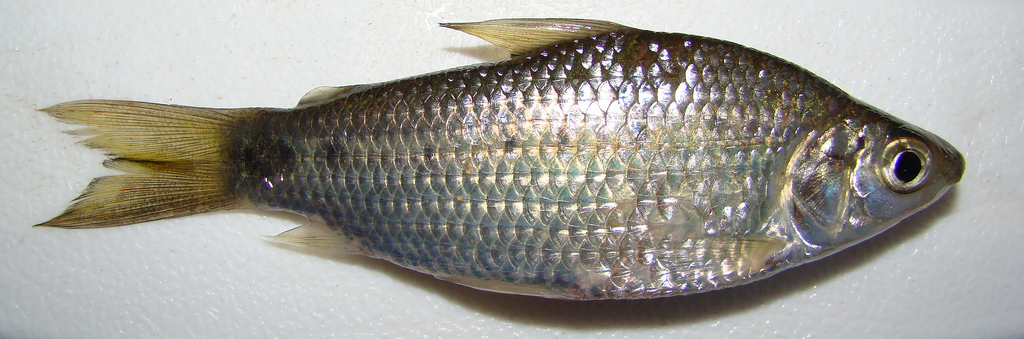
Cyphocharax voga

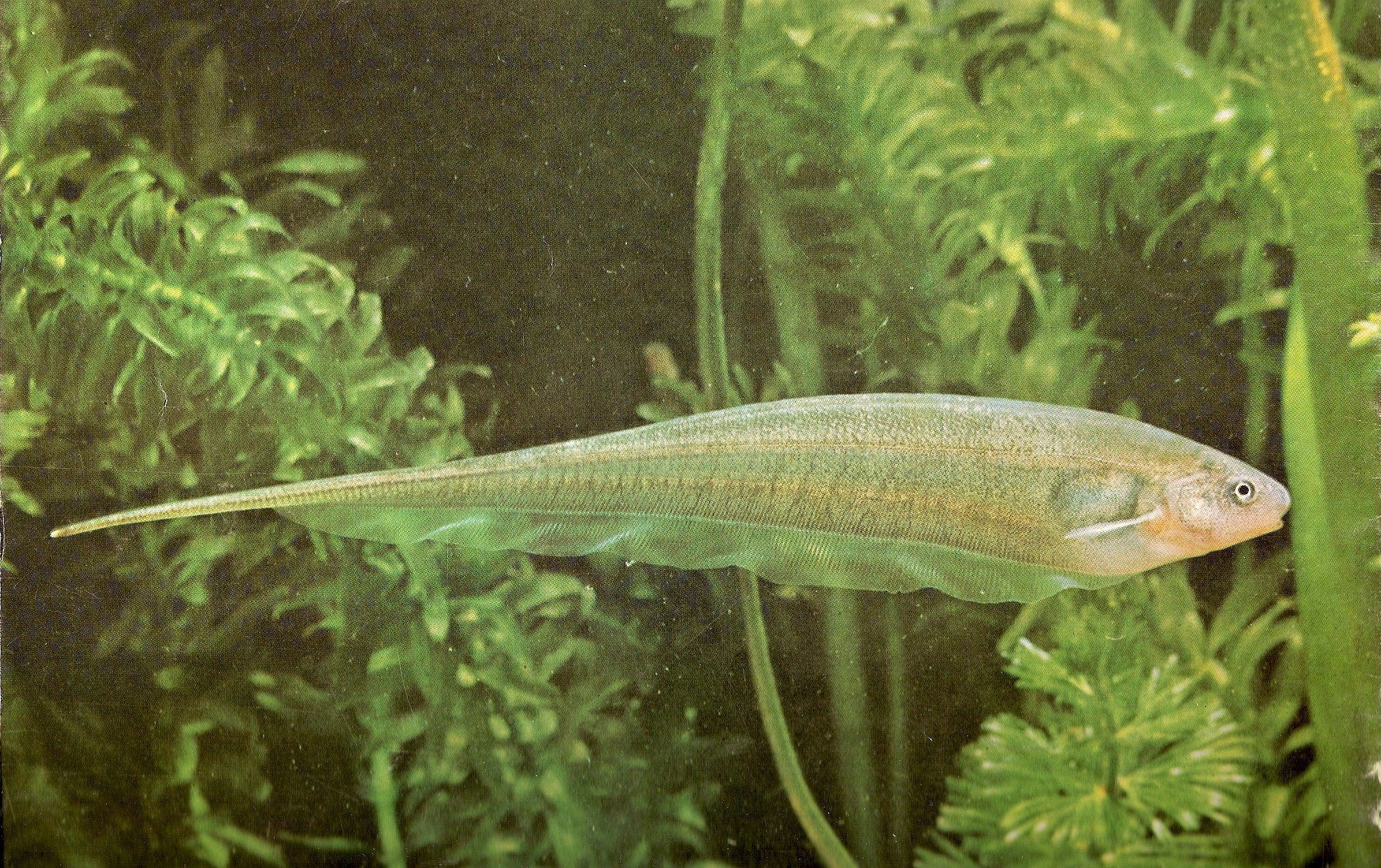
Eigenmannia virescens

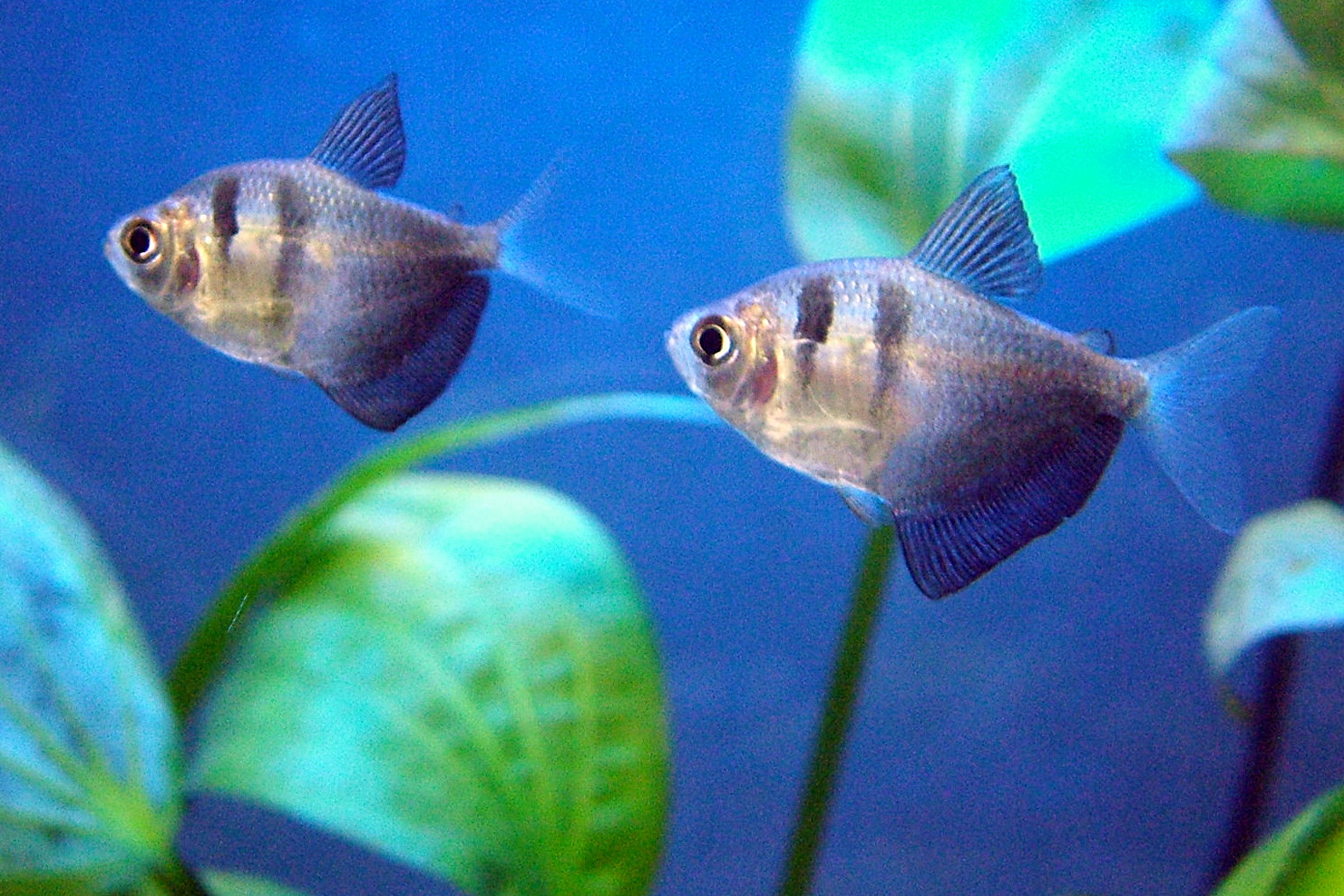
Gymnocorymbus ternetzi

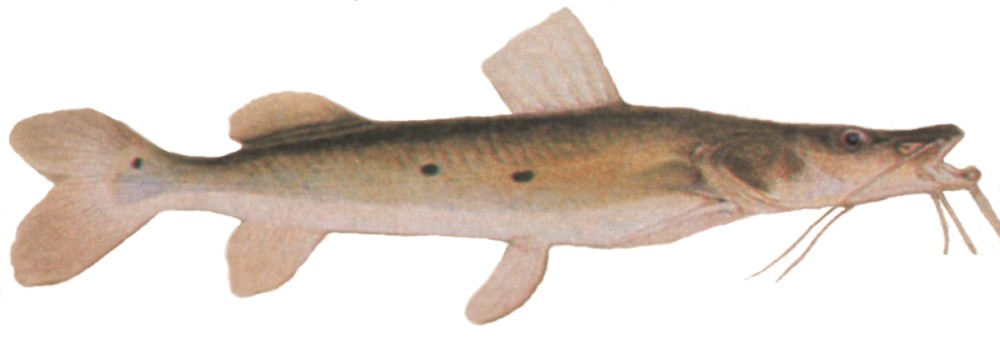
Hemisorubim platyrhynchos

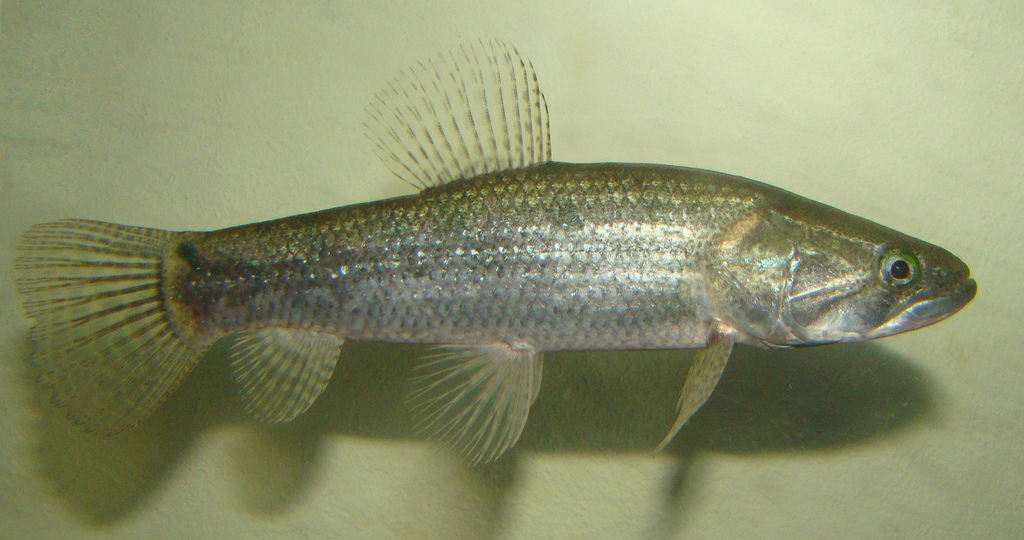
Hoplias malabaricus

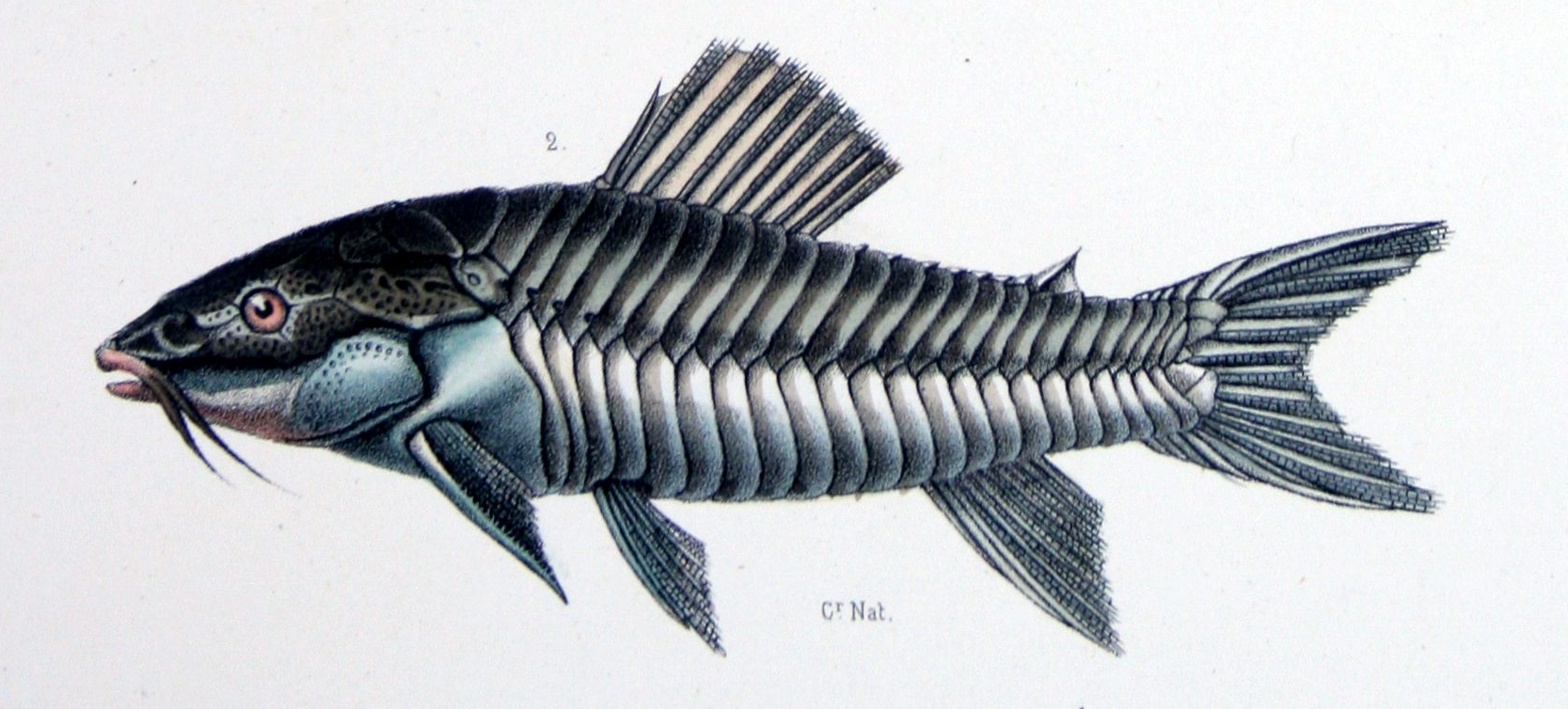
Hoplosternum littorale

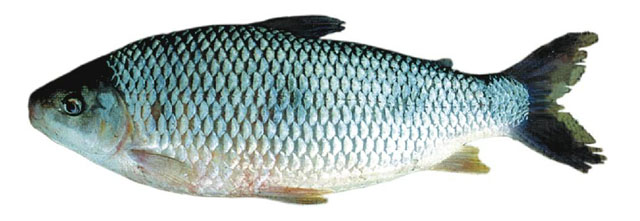
Leporinus obtusidens

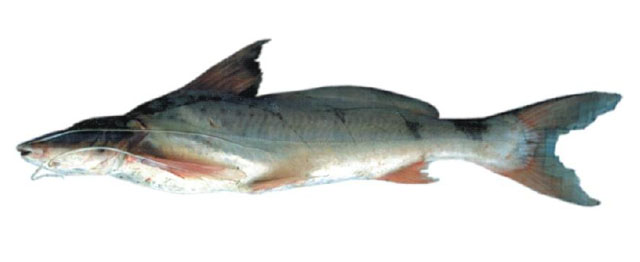
Luciopimelodus pati

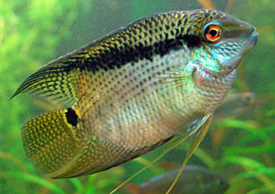
Mesonauta festivus

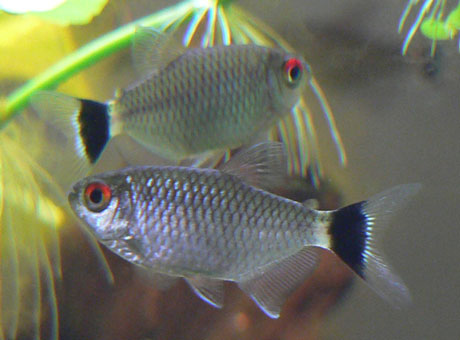
Moenkhausia sanctaefilomenae

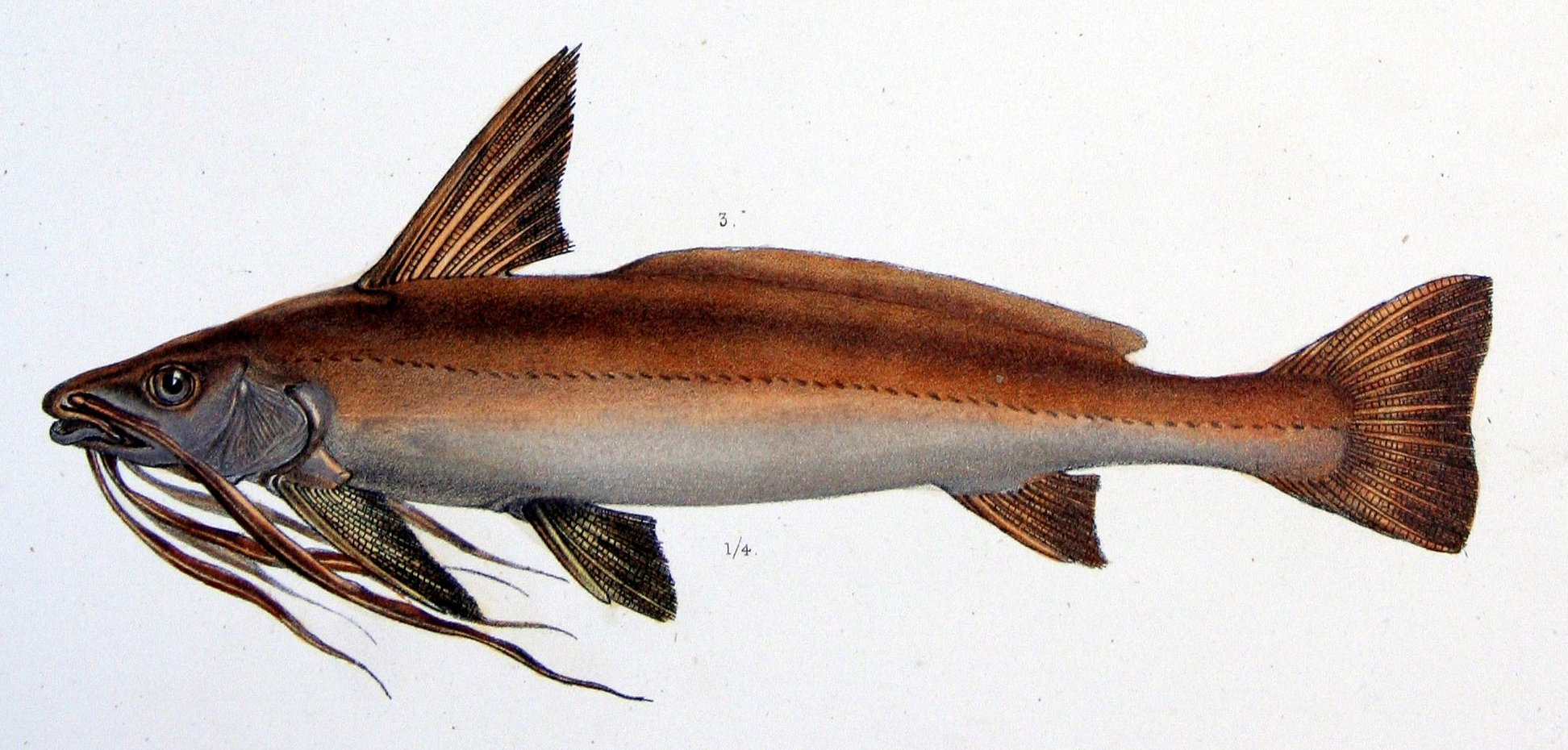
Pinirampus pirinampu

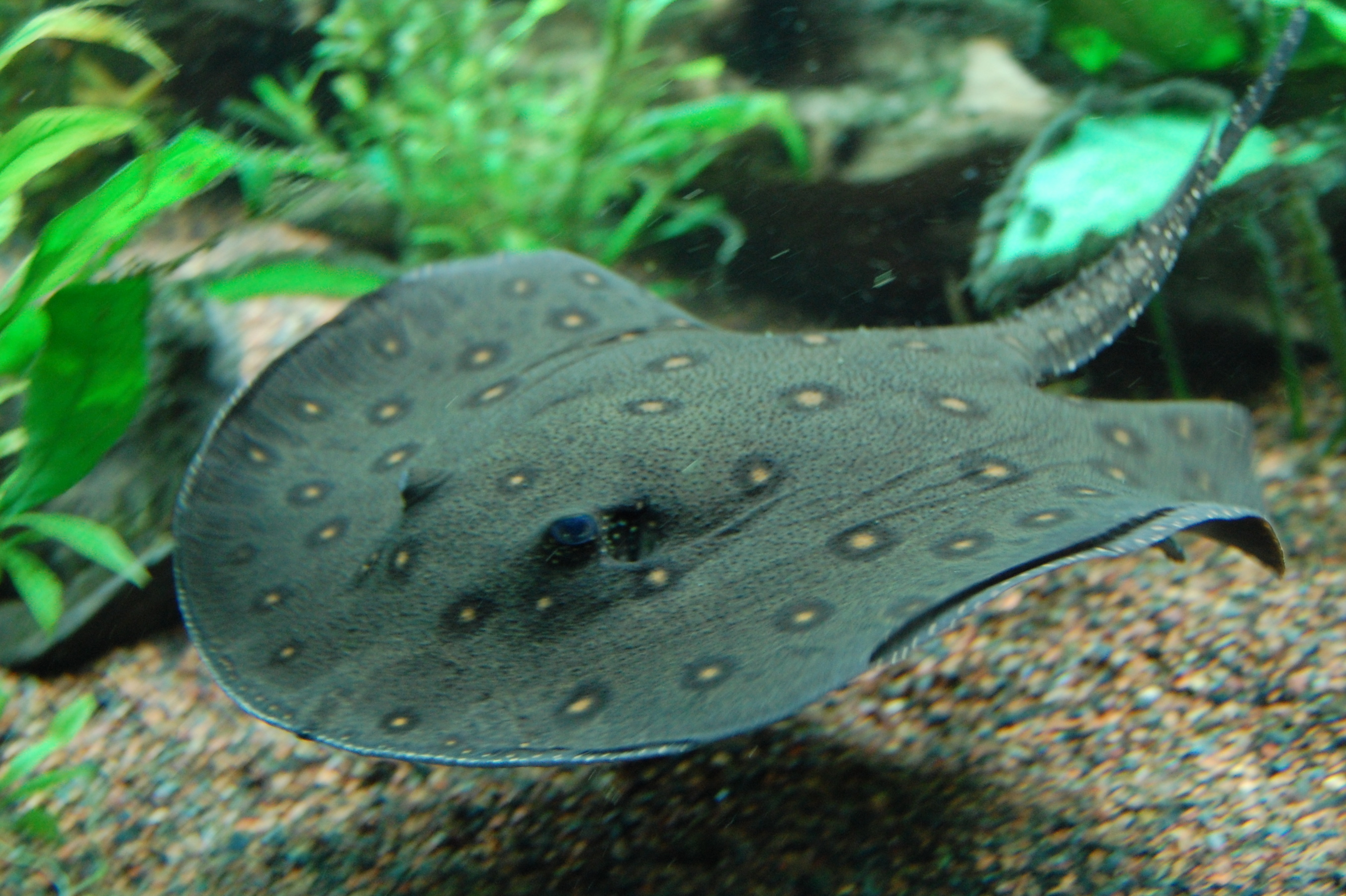
Potamotrygon motoro

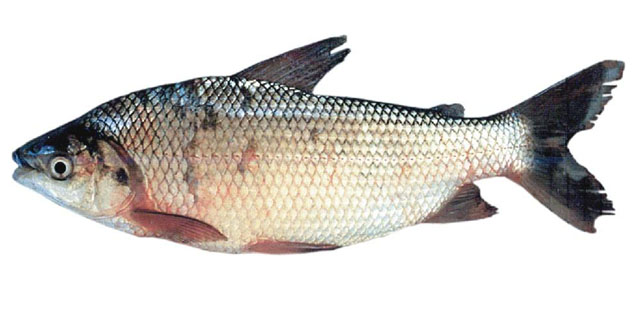
Prochilodus lineatus

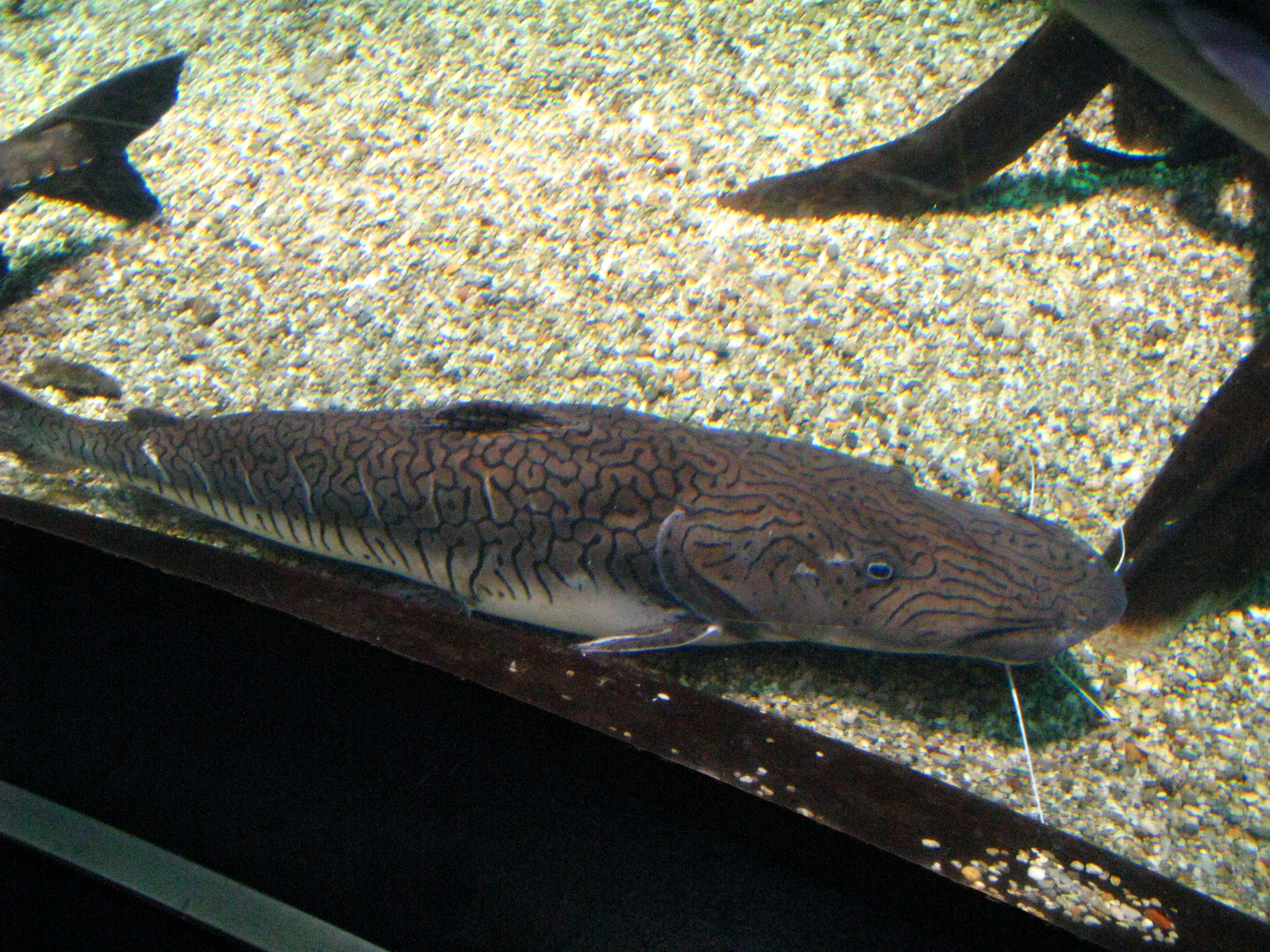
Pseudoplatystoma fasciatum

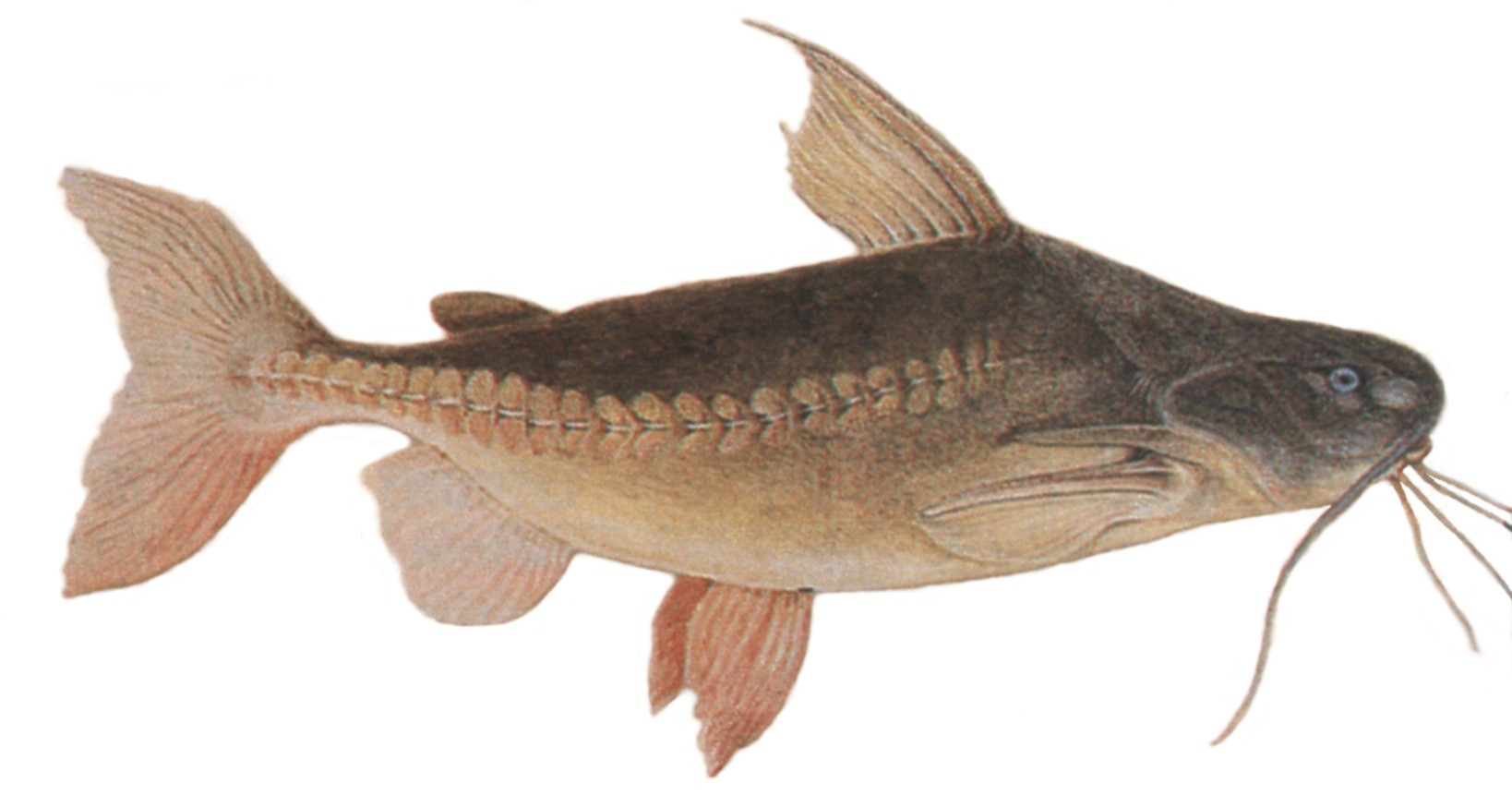
Pterodoras granulosus

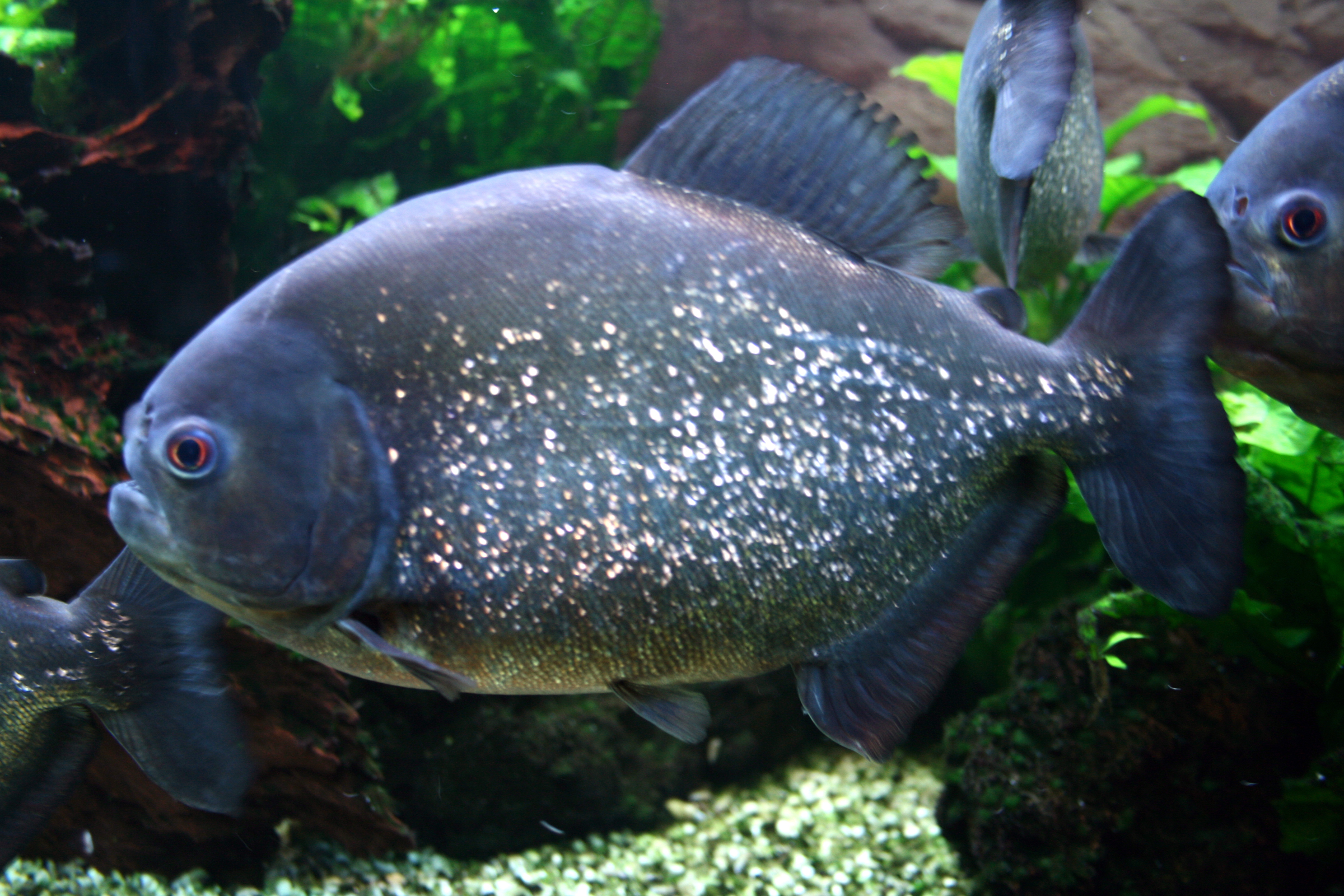
Piranya roja (Pygocentrus nattereri)

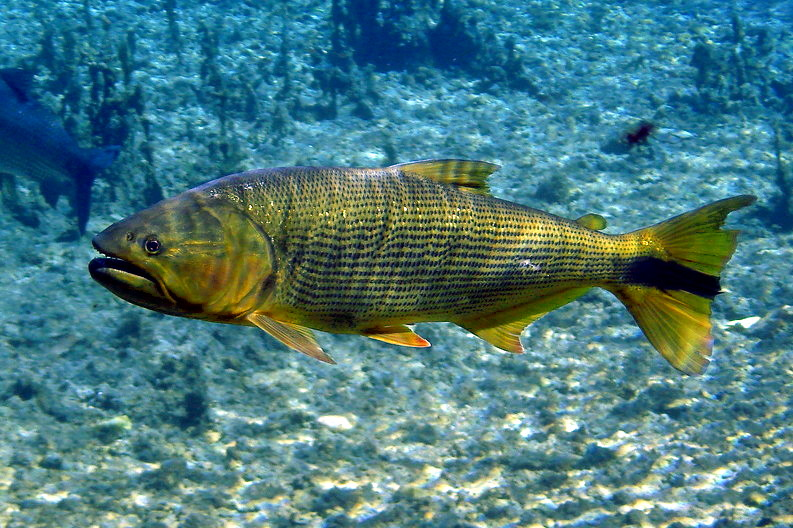
Salminus brasiliensis

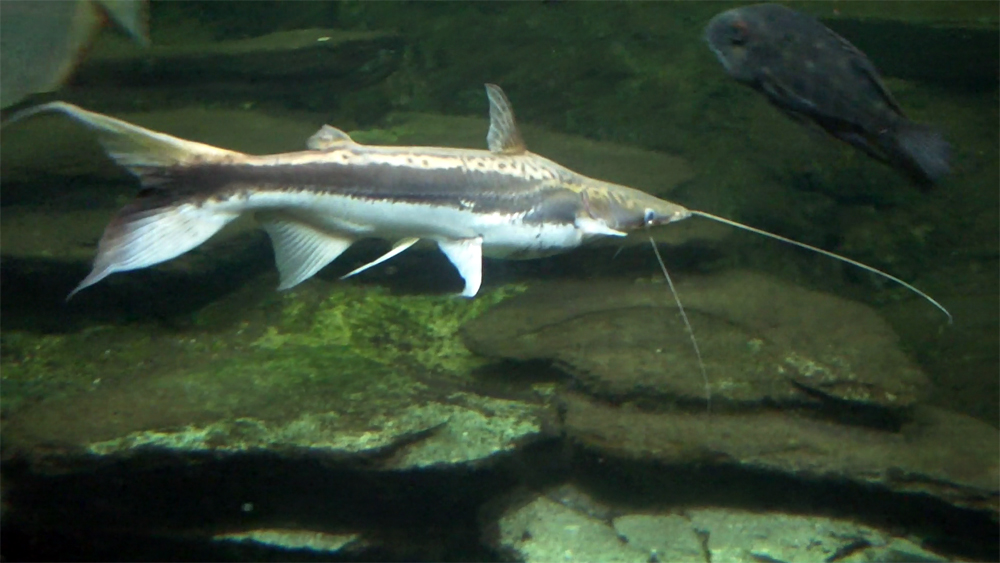
Sorubim lima

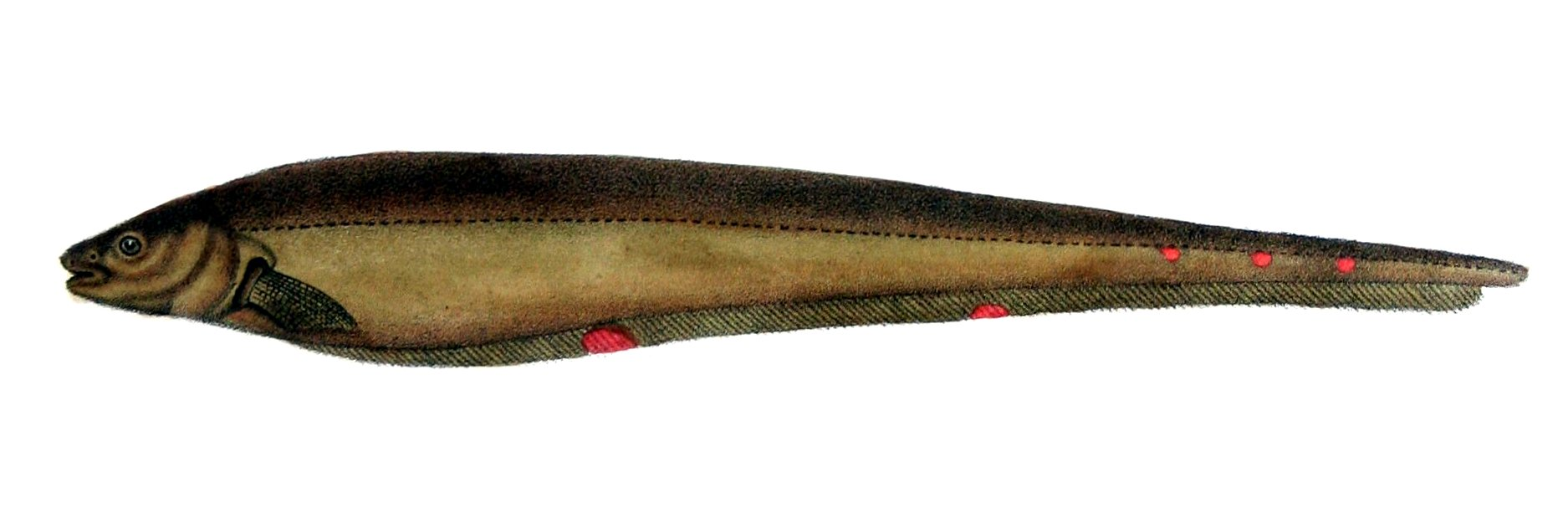
Sternopygus macrurus

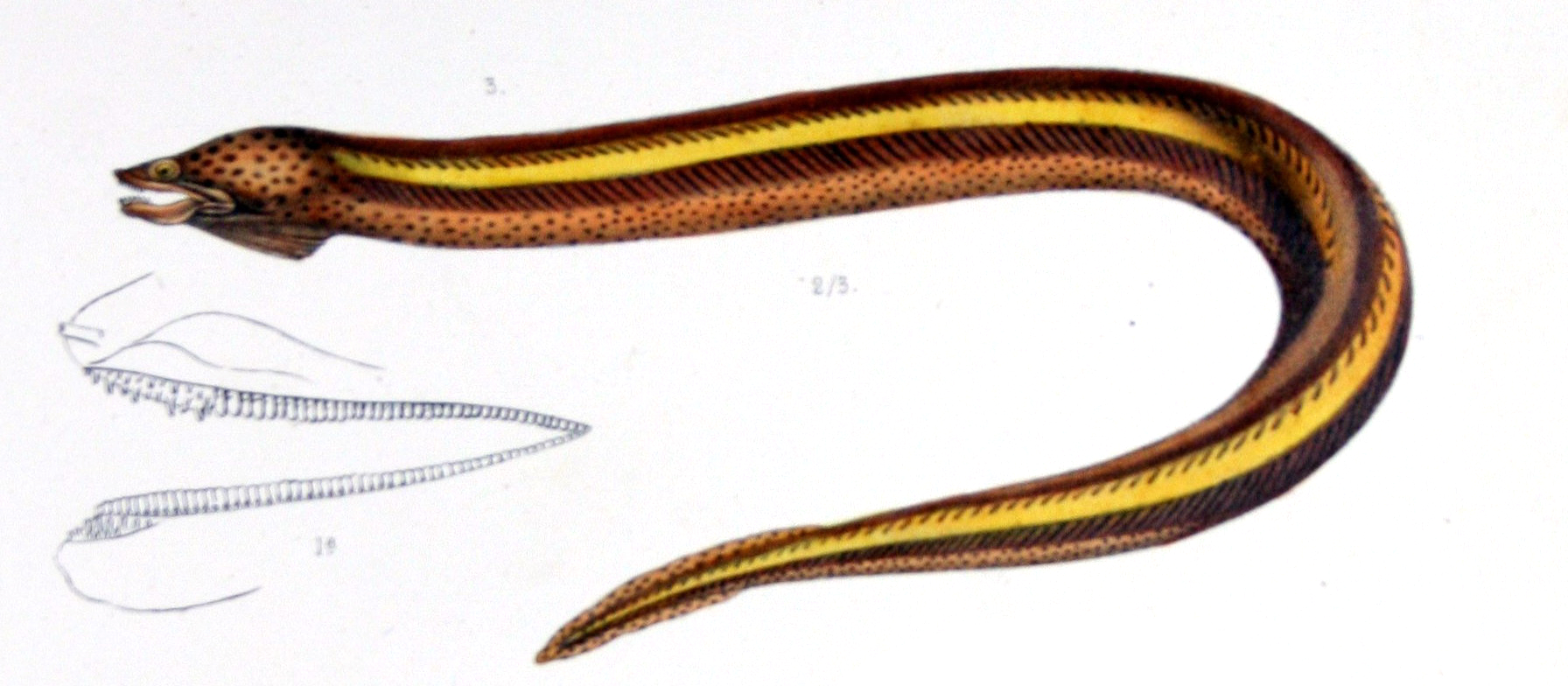
Synbranchus marmoratus

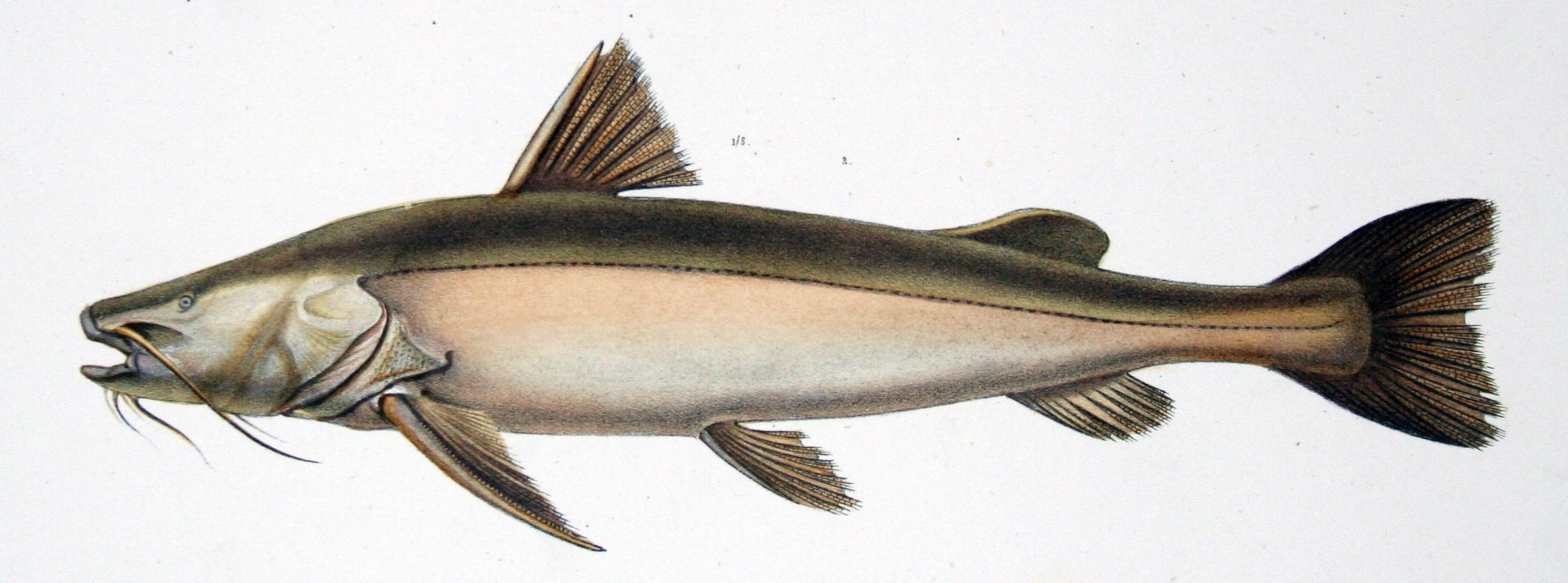
Zungaro zungaro

Aquesta llista de peixos del Paraguai -incompleta- inclou 269 espècies de peixos que es poden trobar al Paraguai ordenades per l'ordre alfabètic de llur nom científic.

## A
- Abramites hypselonotus
- Aequidens plagiozonatus
- Ageneiosus inermis
- Ageneiosus militaris
- Anadoras weddellii
- Ancistrus dubius
- Ancistrus hoplogenys
- Ancistrus pirareta
- Ancistrus piriformis
- Apareiodon affinis
- Aphyocharax anisitsi
- Aphyocharax dentatus
- Aphyocharax nattereri
- Aphyocharax paraguayensis
- Aphyocharax rathbuni
- Apistogramma borellii
- Apistogramma commbrae
- Apistogramma trifasciata
- Apteronotus albifrons
- Astronotus crassipinnis
- Astyanax asuncionensis
- Astyanax bimaculatus
- Astyanax eigenmanniorum
- Astyanax paraguayensis
- Astyanax pellegrini
- Auchenipterus nigripinnis
- Auchenipterus osteomystax
- Australoheros facetus
- Australoheros guarani
- Austrolebias nigripinnis
- Austrolebias paranaensis
- Austrolebias patriciae
- Austrolebias vandenbergi

## B
- Brachychalcinus retrospina
- Brachyhypopomus beebei
- Brachyhypopomus draco
- Brachyhypopomus gauderio
- Brachyhypopomus pinnicaudatus
- Brycon hilarii
- Bryconamericus exodon
- Bryconamericus stramineus
- Bujurquina vittata
- Bunocephalus doriae

## C
- Callichthys callichthys
- Catathyridium jenynsii
- Catathyridium lorentzii
- Cetopsis gobioides
- Chaetobranchopsis australis
- Characidium etzeli
- Characidium laterale
- Charax condei
- Charax leticiae
- Charax stenopterus
- Cichla piquiti
- Cichlasoma bimaculatum
- Cichlasoma dimerus
- Cichlasoma pusillum
- Cnesterodon raddai
- Corydoras aeneus
- Corydoras aurofrenatus
- Corydoras diphyes[1][2]
- Corydoras ellisae
- Corydoras paleatus
- Creagrutus meridionalis
- Creagrutus paraguayensis
- Crenicichla lepidota
- Crenicichla mandelburgeri[3]
- Crenicichla niederleinii
- Crenicichla semifasciata
- Crenicichla vittata
- Ctenobrycon alleni
- Curimatella dorsalis
- Curimatopsis myersi[4]
- Cynopotamus argenteus
- Cynopotamus kincaidi
- Cyphocharax gillii
- Cyphocharax modestus
- Cyphocharax platanus
- Cyphocharax saladensis
- Cyphocharax spilotus
- Cyphocharax voga
- Cyprinus carpio carpio

## D
- Doras eigenmanni

## E
- Eigenmannia trilineata
- Eigenmannia virescens
- Epapterus dispilurus

## F
- Farlowella hahni
- Farlowella paraguayensis

## G
- Galeocharax humeralis
- Gymnocorymbus ternetzi
- Gymnogeophagus balzanii
- Gymnogeophagus caaguazuensis[5]
- Gymnogeophagus rhabdotus
- Gymnogeophagus setequedas[6]
- Gymnorhamphichthys rondoni
- Gymnotus carapo
- Gymnotus inaequilabiatus
- Gymnotus pantanal
- Gymnotus paraguensis

## H
- Hemigrammus mahnerti
- Hemigrammus marginatus
- Hemigrammus tridens
- Hemiloricaria aurata[7]
- Hemiodus orthonops
- Hemiodus semitaeniatus
- Hemisorubim platyrhynchos
- Heptapterus mustelinus
- Homodiaetus anisitsi
- Hoplias malabaricus
- Hoplosternum littorale
- Hyphessobrycon anisitsi
- Hyphessobrycon arianae
- Hyphessobrycon elachys[8]
- Hyphessobrycon eques
- Hyphessobrycon guarani
- Hyphessobrycon luetkenii
- Hyphessobrycon procerus
- Hyphessobrycon pytai[9]
- Hypoptopoma inexspectatum
- Hypostomus albopunctatus
- Hypostomus boulengeri[10]
- Hypostomus cochliodon
- Hypostomus commersoni
- Hypostomus cordovae
- Hypostomus derbyi
- Hypostomus dlouhyi[11]
- Hypostomus itacua
- Hypostomus latifrons
- Hypostomus latirostris
- Hypostomus margaritifer
- Hypostomus microstomus
- Hypostomus paulinus
- Hypostomus piratatu
- Hypostomus regani
- Hypostomus ternetzi

## I
- Iheringichthys labrosus
- Iheringichthys megalops

## K
- Knodus moenkhausii

## L
- Laetacara dorsigera
- Lepidosiren paradoxa
- Leporellus vittatus
- Leporinus obtusidens
- Leporinus striatus
- Lepthoplosternum pectorale
- Loricaria apeltogaster
- Loricaria simillima
- Loricariichthys labialis
- Loricariichthys platymetopon
- Loricariichthys rostratus
- Luciopimelodus pati

## M
- Markiana nigripinnis
- Megalancistrus parananus
- Megalebias monstrosus
- Megalonema pauciradiatum
- Megalonema platanum
- Mesonauta festivus
- Metynnis maculatus
- Metynnis mola
- Metynnis otuquensis
- Microglanis carlae[12]
- Mimagoniates barberi
- Mixobrycon ribeiroi
- Moenkhausia dichroura
- Moenkhausia intermedia
- Moenkhausia sanctaefilomenae
- Myleus levis
- Myleus tiete
- Mylossoma duriventre

## N
- Neofundulus ornatipinnis
- Neofundulus paraguayensis

## O
- Odontostilbe paraguayensis
- Odontostilbe pequira
- Oligosarcus oligolepis
- Oligosarcus paranensis
- Oligosarcus pintoi
- Otocinclus mimulus
- Otocinclus vestitus
- Otocinclus vittatus
- Oxydoras kneri

## P
- Papiliolebias bitteri
- Paraloricaria agastor
- Parapimelodus valenciennis
- Paravandellia oxyptera
- Parodon carrikeri
- Parodon nasus
- Phalloceros caudimaculatus
- Phalloceros harpagos
- Phalloptychus januarius
- Phallotorynus dispilos
- Phallotorynus jucundus
- Phallotorynus psittakos
- Phallotorynus victoriae
- Phenacogaster tegatus
- Piabarchus analis
- Piabarchus torrenticola
- Piabina argentea
- Piabucus melanostoma
- Piaractus mesopotamicus
- Pimelodella griffini
- Pimelodella laticeps
- Pimelodella mucosa
- Pimelodella parva
- Pimelodus ornatus
- Pinirampus pirinampu
- Plagioscion ternetzi
- Platydoras armatulus
- Poptella paraguayensis
- Potamorhina squamoralevis
- Potamorrhaphis eigenmanni
- Potamotrygon brachyura
- Potamotrygon falkneri
- Potamotrygon motoro
- Potamotrygon schuhmacheri
- Prionobrama paraguayensis
- Prochilodus lineatus
- Psectrogaster curviventris
- Psellogrammus kennedyi
- Pseudobunocephalus iheringii
- Pseudobunocephalus rugosus
- Pseudohemiodon laticeps
- Pseudopimelodus mangurus
- Pseudoplatystoma corruscans
- Pseudoplatystoma fasciatum
- Pterobunocephalus depressus
- Pterodoras granulosus
- Pterolebias longipinnis
- Pterygoplichthys anisitsi
- Pygocentrus nattereri
- Pyrrhulina australis

## R
- Rhamdia quelen
- Rhaphiodon vulpinus
- Rhinelepis strigosa
- Rhinodoras dorbignyi
- Rineloricaria fallax
- Rineloricaria parva
- Rivulus punctatus[13]
- Roeboides descalvadensis
- Roeboides microlepis
- Roeboides paranensis
- Roeboides prognathus

## S
- Salminus brasiliensis
- Satanoperca pappaterra
- Schizodon isognathus
- Scleromystax macropterus
- Scoloplax distolothrix
- Serrapinnus calliurus
- Serrapinnus heterodon
- Serrapinnus kriegi
- Serrapinnus microdon
- Serrasalmus maculatus
- Serrasalmus marginatus
- Simpsonichthys chacoensis
- Sorubim lima
- Steindachnerina biornata
- Steindachnerina brevipinna
- Steindachnerina conspersa
- Sternopygus macrurus
- Sturisoma robustum
- Synbranchus marmoratus

## T
- Tetragonopterus argenteus
- Thoracocharax stellatus
- Trachydoras paraguayensis
- Trigonectes aplocheiloides
- Trigonectes balzanii
- Triportheus nematurus
- Triportheus pantanensis

## X
- Xenurobrycon macropus

## Z
- Zungaro jahu
- Zungaro zungaro[14]